# Ophites
Pour les articles homonymes, voir Ophite (homonymie).
« Ophites » ou « ophiens » (du grec ὄφιανοι > ὄφις, serpent) sont les noms sous lesquels sont désignés par les hérésiologues chrétiens depuis Origène certains mouvements gnostiques chrétiens dont les croyances sont attachées aux récits de la création et de l'Éden évoqués dans le livre de la Genèse, au rôle démoniaque conféré au Démiurge mais aussi caractérisés par le rôle particulier et positif conféré au serpent de la Genèse, en tant qu'instrument involontaire de Révélation.

## Description
« Ophites » ou « ophiens » sont les noms sous lesquels sont désignés par les hérésiologues chrétiens depuis Origène à certains mouvements gnostiques dont les croyances se concentrent sur les récits de la création et de l'Éden évoqués dans le livre de la Genèse ainsi qu'à un rôle démoniaque conféré au Démiurge, bien que les tenant de ces croyances ne se soient jamais eux-mêmes désignés de la sorte.
On trouve la description de telles croyances et des pratiques qui leur sont liées chez Irénée de Lyon, Celse et Origène, qui décrivent un « diagramme » issu de ces sectes, une carte de l'univers annoté d'indications rituelles destinée à l'initiation ou à accompagner le trépas. Cependant ni Irénée, qui dans sa typologie les classe parmi les « autres gnostiques », ni Celse, qui parle simplement de « chrétiens », ne les appelle « ophites », un qualificatif qui apparaît sous la plume d'Origène pour qualifier les usagers du diagramme.
L'usage du terme ne se répand qu'à la génération suivante des hérésiologues qui l'associe à la pratique du culte du serpent, une assertion amplement reprise et développée par les auteurs chrétiens qui ont eu tendance à assimiler ces « gens du serpent » au gnosticisme séthien.
Néanmoins, l'examen des textes « ophites » retrouvés à Nag Hammadi laisse plutôt penser à un gnosticisme classique, particulièrement attaché aux récits de la création et de l'Éden, assignant un rôle particulier et positif au serpent en tant qu'instrument involontaire de la Révélation, sans qu'un culte particulier lui soit pour autant rendu.

### Textes «ophites»
La plupart des informations sur les ophites proviennent des écrits des hérésiologues chrétiens Hippolyte de Rome (Philosophe), Irénée de Lyon (Contre les hérésies), Origène (Contra Celsum vi. 25 seq.) et Épiphane de Salamine (Panarion. xxvi.). Quelques textes ophites originaux ont néanmoins pu être mis au jour lors de fouilles archéologiques, comme à Nag Hammadi dont on retient généralement : le Livre des secrets de Jean ou Apocryphon de Jean (N.H.C. II.1), la Sagesse de Jésus-Christ (N.H.C. III.4), l′Hypostase des Archontes (en) (Nag Hammadi Codex II.4), l'Écrit sans titre ou Sur l'origine du Monde (N.H.C. II.5, XIII.2) et le Témoignage véritable (en) (N.H.C. IX.3).

### Diagrammes «ophites»
Les diagrammes « ophites » nous sont connus par Origène dans sa réfutation de Celse. Ce dernier, philosophe de langue grecque, se moque des chrétiens qui usent de « magie » et de « sorcellerie » — termes employés par Celse surtout pour condamner l'approche non philosophique des chrétiens —, invoquant des démons aux noms barbares et entretenant dans leurs livres des inepties dont il entend donner un exemple en citant un diagramme cosmologique, ce qu'évoque et réfute Origène dans son ouvrage Contre Celse, VI, 24-38.
Origène reproduit ainsi la description que donne Celse d'un diagramme et donne lui-même une description d'un autre dispositif. Parmi les éléments énumérés, il est question de dix [ou sept] cercles séparés, circonscrits par un cercle dénommé « âme du monde » et appelé « Léviathan », d'une épaisse ligne noire intitulée « Géhenne » ou, en grec, « Tartare », d'un « sceau » appelé Père et un « scellé » appelé Fils, d'un carré avec « des mots dits aux portes du Paradis », d'un Démiurge dieu de Moïse, de sept anges ou encore de sept archontes-portiers figurés sous forme de divers animaux…
Origène argue que le diagramme n'est pas la création de « chrétiens authentiques » mais « d'autres » qu'il nomme « Ophites », un qualificatif qui reste depuis accolé au diagramme en question. Il n'en demeure pas moins que la description rapportée par Origène est assez proche d'éléments que l'on retrouve dans certains écrits gnostiques chrétiens tels que le Livre des secrets de Jean.

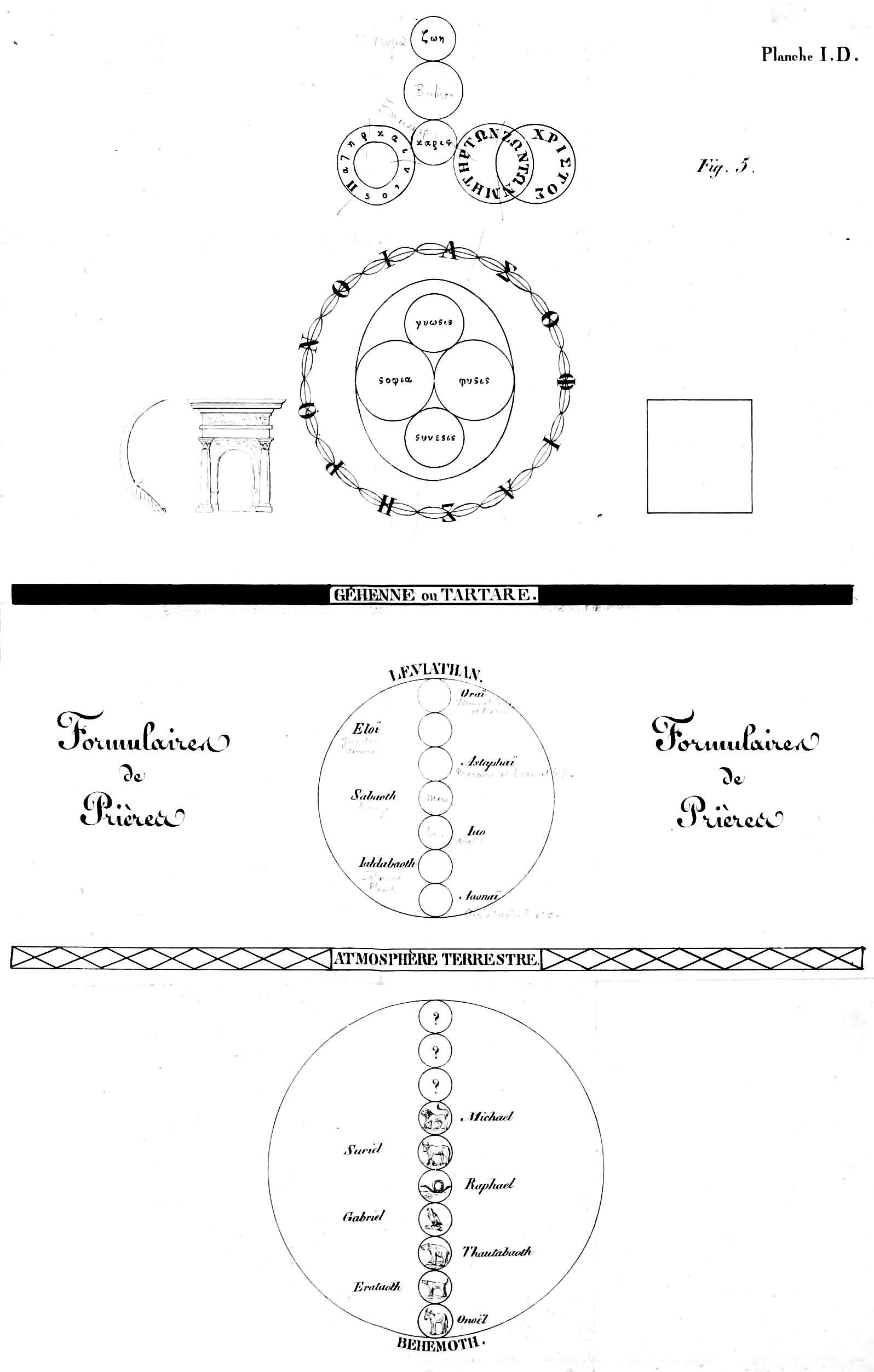
Reconstruction à partir de lHistoire critique du Gnosticisme ; Jacques Matter, 1826, Vol. III, planche I, D.

### Recherche
- (en) Tuomas Rasimus, « Ophites », dans The Encyclopedia of Ancient History, John Wiley & Sons, 2015 (ISBN 978-1-4443-3838-6, lire en ligne).
- Fred Ledegang, « The Ophites and the '"Ophite" Diagram in Celsus and Origen », dans Joseph Verheyden et Herman Teule (éds.), Heretics and Heresies in the Ancient Church and in Eastern Christianity, Leuven, Peeters, 2011 (ISBN 9789042924864), p. 51-83.
- (en) Tuomas Rasimus, Paradise Reconsidered in Gnostic Mythmaking : Rethinking Sethianism in Light of the Ophite Evidence, BRILL, 31 octobre 2009 (ISBN 978-90-474-2670-7).
- Annarita Magri, « Le serpent guérisseur et l’origine de la gnose ophite », Revue de l’histoire des religions, no 4,‎ décembre 2007, p. 395–434 (ISSN 0035-1423, lire en ligne, consulté le 2022).
- Jean-Pierre Mahé, Paul-Hubert Poirier et Éric Crégheur, Écrits gnostiques : La bibliothèque de Nag Hammadi, Gallimard, coll. « La Pléiade », 2007 (lire en ligne).
- Birger A. Pearson, « Ophites », dans Wouter J. Hanegraaff, Antoine Faivre et R. van den Broek (dirs.), Dictionary of Gnosis and Western Esotericism, Leyde, Brill, 2005 (ISBN 9789004141872), p. 895-898.
- Stephen Gero, « Ophite Gnosticism according to Theodore Bar Koni's Liber Scholiorum », dans Han J. W. Drijvers et al. (éd.), Literary Genres in Syriac Literature, Rome, Pontificium Institutum Studiorum Orientalium, coll. « Orientalia Christiana Analecta » (no 229), 1987, p. 265-274.
- Jean-Daniel Kaestli, « L’interprétation du serpent de Genèse 3 dans quelques textes gnostiques et la question de la gnose “Ophite” » », dans Julien Ries et alii (éds.), Gnosticisme et monde hellénistique : Actes du Colloque de Louvain-la-Neuve (11-14 mars 1980), Louvain-la-Neuve, Université Catholique de Louvain-Institut Orientaliste, 1982, p. 116-130.

### Travaux anciens
- H. Leisegang, La gnose (1924), chap. 4 : "Les ophites", trad., Petite bibliothèque Payot, 1971.

### Notices hérésiologiques
- Irénée de Lyon, Contre les hérésies (178-188), I, 29-30.
- Celse, chez Origène, Contre Celse (248), VI, 24-38 (sur les diagrammes ophites).
- Pseudo-Hippolyte de Rome, Philosophumena, ou Réfutation de toutes les hérésies (vers 290), V, 12-18.
- Épiphane de Salamine, Panarion (vers 375-377), XXXVII.5, XXXIX-LXIV.
- Philastre de Brescia, Diversarum hereseon liber (vers 385).
- Pseudo-Tertullien, Contre tous les hérétiques, II, 1-4.